# Lakshmi Tatma
 (avril 2021).
 (janvier 2010).
Lakshmi Tatma (hindi : लक्ष्मी तात्मा Lakṣmī Tātmā) est une Indienne née le 31 octobre 2005 dans un village du district d'Araria, dans le Bihar, avec quatre bras et quatre jambes,. Elle avait un jumeau parasite ou ischiopagus, qui était sans tête à cause d'une atrophie et un sous-développement de la poitrine pendant la grossesse de la mère. Le résultat ressemblait donc à un enfant avec quatre bras et quatre jambes. Le 6 novembre 2007, elle a été séparée de son jumeau à l'issue d'une opération chirurgicale d'une durée de 27 heures.

## Origines
Son père, Shambhu, et sa mère, Poonam étaient des ouvriers qui gagnaient moins de 40 roupies par jour, et n'avaient en aucun cas les moyens de payer la chirurgie pour leur fille. Celle-ci a été nommée Lakshmi, la déesse Hindou de la richesse aux quatre bras. Elle était parfois un objet de vénération comme la réincarnation de la déesse Lakshmi ; quand elle eut deux ans, elle était connue partout en Inde. À tel point qu'un souk a offert au couple une somme d'argent pour acheter Lakshmi comme un objet d'attraction, ce qui les a forcés à se cacher. Au moment où elle a été trouvée par Dr Sharan Patil, la fillette souffrait d'escarres au niveau du cou du jumeau parasite et de fièvres continuelles.
Lakshmi est la deuxième enfant du couple. Son frère aîné s'appelle Mitelesh.
La mère de Lakshmi, Poonam, a annoncé dans un programme télévisé que quelques semaines avant de donner naissance à Lakshmi, elle avait fait un rêve qui lui disait de construire un temple à la déesse Lakshmi. Par la suite, Lakshmi est née pendant le Festival de Lakshmi.

## Chirurgie
Avant l'opération, avant qu'elle soit traitée pour ses ulcères et de la fièvre, elle était encore parfois un objet de culte comme une incarnation de la déesse Lakshmi. Elle pouvait se déplacer en rampant, bien qu'entravée par le jumeau parasite.
Elle a été opérée par Dr Sharan Patil et trente autres médecins, dont le chef anesthésiste Dr Yohannan John à l'hôpital Sparsh de Bangalore.
Les pelvis des deux jumelles formaient un seul anneau joint. Chaque jumelle avait un rein qui fonctionnait. Lakshmi avait un second rein qui était nécrotique et un pied affecté d'un pied-bot.
Plus de trente chirurgiens se sont relayés pour l'opération, d'une durée totale de 27 heures. Les médecins donnaient à Lakshmi des chances de survie de 75-80 %.
Les étapes de l'opération ont été :
1. (8 heures) Retirer les organes abdominaux du parasite.
2. Retirer le rein nécrotique et le remplacer par celui du parasite. Couper les vaisseaux sanguins alimentant le parasite.
3. Transférer les organes génitaux et la vessie dans le corps de Lakshmi.
4. (6 à 8 heures) Couper les jambes du parasite (ce qui causa de fortes hémorragies). Couper les vertèbres fusionnées. Le système nerveux au niveau de la jointure était très chaotique, et de gros efforts furent déployés pour éviter de causer une paralysie à la petite fille.
5. Séparation à 0 h 30, le 7 novembre 2007. L'anneau pelvien est divisé par les hanches du parasite et non pas par la symphyse pubienne. Le reste de l'anneau pelvien incomplet a été coupé et plié de façon à joindre les deux bouts, et non laissé comme une partie de cercle ouvert.
6. Fixation externe pour retenir les parties du pelvis en place. Cela a permis au bassin de se refermer en trois semaines dans la position normale.
7. (4 heures) Suture. L'opération fut complètement terminée à 10 h du matin, le 7 novembre 2007.

Après l'opération, la caméra filme le parasite amputé et ses bras étalés, et pendant un moment, ils ressemblent encore à une forme humaine détachée.
Le rétablissement de Lakshmi a jusqu'à présent été rapide et satisfaisant. Moins d'une semaine après la chirurgie, les médecins ont tenu une conférence de presse montrant Lakshmi portée par son père. Ses pieds étaient encore bandés. Elle était à l'hôpital pendant un mois après l'opération.
Quelque temps après, Lakshmi et sa famille ont déménagé à Sucheta Kriplani Niketan Shiksha dans Jodhpur en Rajasthan, où Lakshmi a rejoint une école pour enfants handicapés et où son père y a trouvé un emploi.
En février 2008, une autre opération a été pratiquée sur la fillette pour qu'elle puisse approcher ses jambes plus près l'une de l'autre. Une dernière opération devrait être nécessaire pour renforcer ses muscles pelviens.
Sa dernière apparition à la télévision l'a montrée faisant un effort pour marcher, les cuisses attachées ensemble par une entretoise afin de conserver son anneau pelvien en place le temps qu'il cicatrise et des plâtres sur ses tibias et jambes.